# Utricularia purpurea
Utricularia purpurea este o specie de plante carnivore din genul Utricularia, familia Lentibulariaceae, ordinul Lamiales, descrisă de Thomas Walter. Conform Catalogue of Life specia Utricularia purpurea nu are subspecii cunoscute.